# Етан Вержи
Етан Вержи (фр. Etang-Vergy) насеље је и општина у источном делу централне Француске у региону Бургоња, у департману Златна обала која припада префектури Дижон.
По подацима из 2011. године у општини је живело 197 становника, а густина насељености је износила 74,34 становника/km². Општина се простире на површини од 2,65 km². Налази се на средњој надморској висини од 311 метар (максималној 500 m, а минималној 302 m).

## Демографија
| 1962. | 1968. | 1975. | 1982. | 1990. | 1999. | 2011. |
| ----- | ----- | ----- | ----- | ----- | ----- | ----- |
| 180   | 176   | 160   | 163   | 150   | 183   | 197   |

График промене броја становника у току последњих година